# Юрий Постников
Юрий Постников е руски и съветски писател на произведения в жанра детска литература. Пише под псевдонима Юрий Дружков. Баща е на известния детски писател Валентин Постников.

## Биография и творчество
Юрий Михайлович Постников е роден на 18 април 1927 г. в Москва, СССР, в бедно многодетно работническо семейство. Баща му умира от алкохолизъм, а впоследствие майка му се омъжва повторно. Като дете боледува дълго време от костна туберкулоза и не може да ходи сам. Лекуван е в детската туберкулозна болница в Ялта, където остава тринадесет години. Едва на 14 години успява да стои на патерици и през 1944 г. се връща в Москва, където завършва училище.
След завършване на средното си образование работи в заводска многотиражка. Започва да печата фейлетони в списание „Крокодил“ от началото на 50-те години. През 1956 г. започва работа като заместник главен редактор по литературната част на новосъздаденото списание за деца „Весьолие картинки“ и остава там през целия си живот.
Първият му роман за деца „Приключенията на Моливко и Сръчко“ е публикуван през 1964 г. Вторият роман за двамата герои, „Вълшебното училище на Моливко и Сръчко“ е издаден едва след смъртта му. Книгите за приключенията на Моливко и Сръчко са издадени в многомилионни тиражи на 18 езика по света. През 1969 г. получава златен медал за най-добра детска книга. Впоследствие художникът Моливко и изобретателят Сръчко стават редовни герои на истории и комикси в списанието „Смешни картинки“.
През 1972 г. е издадена фантастичната му повест за възрастни „Прости меня…“, а посмъртно през 2007 г., със съдействието на сина му, е издадена и главната му книга „Кто по тебе плачет“, книга за любовта и за децата.
Юрий Постников умира на 30 декември 1983 г. в Москва.

## Произведения

### Поредица „Приключенията на Моливко и Сръчко“ (Приключения Карандаша и Самоделкина)
1. Приключения Карандаша и Самоделкина (1964)[1][3][4]
Приключенията на Моливко и Сръчко, изд.: „Народна младеж“, София (1974, 1979), прев. Русалина Попова
2. Волшебная школа Карандаша и Самоделкина (1984)

поредицата е продължена от сина му Валентин Постников.

### Повести
- Прости меня… (1972)[3][4]
- Кто по тебе плачет (2007)[1]

### Разкази
- Волшебная палочка (1966)[3]
- Как Буратино в школу пошёл (1966)
- Шапка-невидимка

### Приказки
- Жадный пылесос[3]
- Зачем барану рога?
- Колыбельная сказка
- Кузя-Робинзон
- Могут ли у льва быть уши больше, чем у зайца?
- Можно ли летать под водой?
- Почему страус не летает?
- Почему у змеи такая длинная шея?
- Тима и кот